# Radio Sexo Latino, le blagueur sentimental
Pour plus de détails, voir Fiche technique et Distribution.
Radio Sexo Latino, le blagueur sentimental (El chacotero sentimental: La película) est un film chilien réalisé par Cristián Galaz, sorti en 1999.

## Synopsis
Rumpy, un DJ, raconte ses histoires à la radio et instaure le dialogue avec ses auditeurs dans trois segments narratifs.

## Fiche technique
- Titre : Radio Sexo Latino, le blagueur sentimental
- Titre original : El chacotero sentimental: La película
- Réalisation : Cristián Galaz
- Scénario : Mateo Iribarren
- Musique : Carlos Cabezas
- Photographie : Antonio Farías
- Montage : Soledad Salfate
- Production : Alejandro Castillo et Cristián Galaz
- Société de production : Cebra Producciones
- Pays :  Chili
- Genre : Comédie dramatique
- Durée : 87 minutes
- Dates de sortie : 
  -  Chili : 28 octobre 1999
  -  France : 1er novembre 2000

## Distribution
- Roberto Artiagoitía : Rumpy

Segment Patas negras
- Daniel Muñoz : Juan
- Lorene Prieto : Claudia
- Sergio Schmied : Lalo
- Fernando Farías : le père de Juan
- Martín Salinas : Pulga
- Miriam Palacios : Lastenia, la tante de Juan

Segment Secretos
- Ximena Rivas : Carmen
- Mateo Iribarren : le père de Carmen
- Claudia Celedón : Maria, la mère de Carmen
- Patricia Rivadeneira : Alicia

Segment Todos es cancha
- Pablo Macaya : Johnny
- Tamara Acosta : Mía
- Patricio Bunster : Don Octavio
- Mireya Véliz : Tota
- Marcela Espinoza : Marlene
- Alejandro Trejo : Richard
- Héctor Aguilar : Tigre
- Hugo Medina : Loro
- Anita Reeves : la mère de Johnny
- Patricio del Canto : Eric

## Distinctions
Le film a été nommé pour cinq prix Altazor et en a remporté deux : meilleur réalisateur et meilleur scénario.